# Marshfield (Missouri)
Marshfield ist eine City im Webster County im US-Bundesstaat Missouri. Im Jahr 2020 hatte Marshfield, das zugleich County Seat ist, 7.458 Einwohner.

## Geographie
Marshfield liegt im Süden von Missouri. Laut United States Census Bureau ist die gesamte Fläche von 12,5 km² Landfläche.

## Geschichte
Marshfield wurde bereits 1830 besiedelt. Die Stadtgründung erfolgte jedoch erst 1856. Anfangs wuchs Marshfield sehr langsam. Das änderte sich erst, als der Ort 1870 an das Eisenbahnnetz angeschlossen wurde.

## Demografie
Gemäß Volkszählung im Jahr 2000 lebten 5720 Menschen in 2256 Haushalten und in 1534 Familien in der Stadt. Die Bevölkerungsdichte betrug 456,3 Einwohner je km². Es gab 2417 Wohneinheiten mit einer durchschnittlichen Dichte von 192,8 Wohneinheiten je km². Von den in Marshfield lebenden Menschen waren 97,8 % Weiße, 0,19 % Afroamerikaner, 0,42 % Amerikanische Indianer und Ureinwohner Alaskas, 0,30 % Asiaten, 0,12 % Personen anderer Herkunft und 1,17 % mit zwei oder mehr Abstammungen. Hispanos und Latinos jeglicher Herkunft machten einen Anteil von 1,75 % der Bevölkerung aus.
27,1 % der Einwohner Marshfields waren unter 18 Jahre alt, 9,4 % zwischen 18 und 24, 27,2 % zwischen 25 und 44, 18,2 % waren zwischen 45 und 64 sowie 18,1 % 65 Jahre und älter. Das Medianalter betrug 35,1 Jahre (Missouri: 36,1; USA: 35,3 Jahre).
Das Medianeinkommen eines Haushalts in Marshfield betrug $27.753. Bezogen auf Missouri waren es $37.934 und auf die gesamten Vereinigten Staaten $41.994.

## Städtepartnerschaften
Marshfield hat eine Städtepartnerschaft mit Marshfield, Massachusetts.

## Söhne und Töchter der Stadt
- Joe Haymes (1907–1964), Jazz-Arrangeur, Pianist und Bandleader
- Edwin Hubble (1889–1953), US-amerikanischer Astronom

## Sonstiges
In Marshfield befindet sich der Missouri Walk of Fame. Seit 2006 werden anlässlich des Cherry Blossom Festivals sechs berühmte Persönlichkeiten aus Missouri mit einem Stern auf dem Gehweg in der historischen Altstadt geehrt.